# Shamil Basáyev
Shamil Basáyev (en cirílico: Шамиль Салмáнович Басáев; 14 de enero de 1965 - 10 de julio de 2006) fue un terrorista ruso de origen checheno, fungió como el jefe militar de las guerrillas leales a la decaída República Chechena de Ichkeria durante la última década del siglo XX y los primeros años del siglo XXI. Calificado por el Gobierno de la Federación Rusa de «terrorista», fue uno de los hombres más buscados por el Estado, aunque él mismo llegó a ofrecer una recompensa a quien lograra asesinar al presidente Vladímir Putin.

## Sus orígenes
Basáyev nació el 14 de enero de 1965 en la aldea chechena de Vedenó, entonces parte de la República Autónoma Socialista Soviética de Chechenia e Ingusetia. En 1982 terminó su educación secundaria e intentó continuar en la Facultad de Derecho de la Universidad de Moscú. Sin embargo, renunció después de fracasar tres veces consecutivas en las pruebas de admisión. En 1987 comenzó a estudiar para ser ingeniero agrónomo, pero nuevamente abandonó la carrera sin llegar a finalizarla.

## Comienzos en política
Se quedó a trabajar en la capital rusa hasta 1991, cuando volvió a su tierra natal. Allí se alistó en el ejército de la llamada Confederación de los Pueblos del Cáucaso (una organización armada islamista que surgió en 1989 para enfrentarse a Georgia en su conflicto con la región separatista de Abjasia) y, unos meses más tarde, con solo 26 años, se presentó como candidato a la primera presidencia de la Chechenia postsoviética. Lo derrotó el militar Dzyojar Dudáyev y durante la primera guerra chechena, Basáyev combatió a su lado.

## Insurgencia
Su primer acto como insurgente tuvo lugar en 1991. El 9 de octubre de aquel año, en el aeropuerto de Mineralnie Vodi, participó en el secuestro de un Tu-154 que tuvo que realizar un aterrizaje de emergencia en Turquía. En Ankara, Basáyev consiguió aprovecharse de la situación y contar la situación en Chechenia ante los medios de comunicación.
El 14 de junio de 1995 el líder checheno provocó una de sus más graves acciones insurgentes: la toma de rehenes de un hospital de Budiónnovsk. No logrando sus propósitos, que consistían en presionar a Rusia para que ordenase un alto al fuego en Chechenia, sus hombres se retiraron liberando a los secuestrados. Después de aquel episodio que, de todas formas, costó la vida a más de 150 personas y dejó más de 400 heridos, fue emitida una orden de búsqueda y captura por parte de la Fiscalía rusa contra Basáyev. Su estatus de guerrillero más o menos común evolucionó rápidamente hacia convertirse, según el Gobierno ruso, en el terrorista número uno de la Federación.
En 1996, tras la muerte de Dudáyev, Shamil Basáyev tomó las riendas del Ejército de la República Chechena de Ichkeria. En 1997, en las presidenciales, llegó segundo y fue nombrado vicepresidente. Pero la situación de relativa tranquilidad, regulada por los rusos, no satisfacía a Basáyev, quien seguía predicando la total independencia de Chechenia. Un tiempo más tarde, la incursión que Basáyev organizó en el Daguestán en agosto de 1999 sirvió de pretexto a Moscú para iniciar la segunda guerra chechena.
En septiembre de 1999, una oleada de atentados causó casi 300 muertos en varias localidades de la Federación Rusa. El Gobierno federal, que anunció una recompensa de un millón de dólares por la captura de Basáyev vivo o muerto, le responsabilizó tanto de aquellos sucesos como de una serie de atentados similares en los años sucesivos.
En febrero de 2000, durante el asalto de las tropas rusas a Grozni, la capital chechena, Shamil Basáyev perdió una pierna por la explosión de una mina antipersona. Entonces, por primera vez, se habló con insistencia de su supuesta muerte. Basáyev desmintió los rumores, ofreciendo 2 millones y medio de dólares a quien asesinara a Vladímir Putin, gran responsable, según el guerrillero checheno, de las decenas de miles de muertes de civiles y del destrozo general de Chechenia.
Durante los años de guerra con el Ejército federal, Basáyev, a quien se relacionaba con los shahid ('mártires' en árabe) dispuestos a inmolarse en atentados suicidas en todo el territorio ruso, endureció sus posiciones políticas y religiosas. Además de autoproclamarse imán y de profesar la rama más estricta del Islam, el wahabismo, pretendía ir mucho más allá de la guerra local y expandir el conflicto fuera del Cáucaso.

## Muerte
En julio de 2006, Basáyev fue asesinado cerca de la frontera con Osetia del Norte en el pueblo de Ekazhevo, Ingusetia, una república que limita con Chechenia.
Según el Ministerio del Interior y el Fiscal de Ingushetia, un grupo de tres automóviles y dos camiones KAMAZ (uno tirando del otro por una soga) se reunieron en el lugar de una propiedad sin terminar en las afueras de la aldea en las primeras horas de la mañana del 10 de julio. Según varios testigos, hombres con uniformes negros entraron y salieron del área boscosa adyacente a la finca que se extiende hasta la frontera de Osetia del Norte; los hombres llevaban cajas, cambiándolas de un vehículo a otro, cuando se produjo una explosión masiva.
Se cree que la propiedad parcialmente terminada, que contenía nuevos edificios vacíos, se estaba utilizando como punto de recepción y distribución de insurgentes para grandes cantidades de armas compradas en el extranjero. También se cree que la parte más "anticipada" del envío entrante estaba ubicada en los camiones KAMAZ, pero debido a que uno de ellos estropeó el armamento tuvo que ser transferido rápidamente a los automóviles.
Supuestamente Basayev fue el principal receptor de las armas y, por lo tanto, se encargó de distribuirlas. Con el portón trasero de uno de los camiones abierto, Basayev supuestamente solicitó que se colocara una mina en el suelo para su inspección, momento en el que explotó. Un especialista forense de Osetia del Sur que examinó los restos de Basayev declaró que: "El hombre... murió de heridas de explosión. El dispositivo explosivo era bastante poderoso... y la víctima estaba muy cerca del epicentro. Lo más probable es que la bomba cayera al suelo y la víctima estaba inclinada sobre ella".
Según expertos en explosivos, Basayev probablemente fue víctima del manejo descuidado de la mina, pero tampoco está fuera de discusión que el FSB podría haber estado involucrado, como afirmarían después de la detonación. Esto podría haber sucedido si el envío de armas fue incautado y los contrabandistas detenidos; al obligar a los contrabandistas capturados a cooperar, una mina antipersona de aspecto ordinario equipada con un fusible extra sensible o un detonador controlado por radio podría haberse insertado entre la carga. Es casi seguro que el dispositivo habría provocado sospechas cuando se descubrió en el envío, lo que podría explicar por qué Basayev se detuvo para inspeccionarlo, lo que provocó la explosión. Tampoco se descartó que un operativo desconocido del FSB desencadenara la explosión por control remoto, pero en el caso de que fuera así, seguramente no habría sido un asesinato "selectivo", como identificar a Basayev en la oscuridad, incluso con la ayuda de gafas de visión nocturna, habría sido extremadamente difícil. Por lo tanto, los expertos han concluido que si se trataba de una explosión a control remoto, tenía la intención de eliminar el envío de armas y quienes fueran los destinatarios, en lugar de Basayev específicamente.
El torso superior de Basayev fue recuperado en el epicentro de la explosión, mientras que pedazos más pequeños de sus restos se dispersaron a lo largo de una milla. Se incluyó entre las piezas más pequeñas la prótesis inferior de la pierna derecha de Basayev, que llevó al Director del FSB, Nikolai Patrushev, a afirmar con confianza que Basayev había muerto incluso antes de la identificación positiva.
Las autoridades rusas declararon que la explosión fue el resultado de una operación especial de asesinatos selectivos. Según la versión oficial de la muerte de Basayev, el FSB, al seguirlo con un avión no tripulado, vio que su automóvil se acercaba a un camión cargado de explosivos que el FSB había preparado, y por control remoto activó un detonador que el FSB había escondido en los explosivos.
Interfax, citando al vice primer ministro de Ingushetia, Bashir Aushev, informó que la explosión fue el resultado de un camión bomba detonado junto al convoy por agentes rusos. Según una edición rusa de Newsweek, la muerte de Basayev fue el resultado de una operación del FSB, cuyo objetivo principal era prevenir un ataque terrorista planeado en los días previos a la cumbre del G8 en San Petersburgo. El embajador ruso en la ONU, Vitaly Churkin, dijo: "Es un terrorista notorio, y hemos anunciado de manera muy clara y pública lo que sucederá con terroristas notorios que cometen crímenes atroces del tipo en el que el Sr. Basayev ha estado involucrado". En febrero de 2014, un tribunal turco condenó a un ciudadano checheno Ruslan Papaskiri, también conocido como Temur Makhauri, por los asesinatos de varios separatistas chechenos en suelo turco. La organización separatista pro chechena Imkander realizó una conferencia de prensa alegando que los investigadores turcos creían que Makhauri había preparado el camión cargado de explosivos que mató a Basayev.
El 29 de diciembre de 2006, expertos forenses identificaron positivamente los restos de Basayev. El 6 de octubre de 2007, Basayev fue ascendido al rango de Generalísimo post mortem por el líder terrorista checheno Doku Umarov.